# Мехия, Диего
Диего Андрей Мехия Кампо (исп. Diego Andrei Mejía Campo; род. 12 октября 1983[…], Сантьяго-де-Керетаро) — мексиканский футболист, игравший на позиции полузащитника; тренер.

## Клубная карьера
Диего Мехия начинал свою карьеру футболиста в мексиканском клубе «Селая». Большую её часть он отыграл за команды Ассенсо МХ и низших лиг: «Лобос де Тласкала», «Керетаро», «Леон», «Дорадос де Синалоа», «Тихуана», «Тибуронес Рохос де Коацакоалькос», «Альбинегрос де Орисаба», «Атланте УТН», «Торос Неса» и «Дельфинес дель Кармен». 7 января 2012 года Мехия дебютировал в мексиканской Примере, выйдя на замену в составе «Монаркас Морелии» в концовке домашнего матча с «Тихуаной». Также он появился на поле в двух матчах Лиги чемпионов КОНКАКАФ 2011/12. В сезоне 2015/16 Мехия также провёл ряд игр в мексиканской Примере за «Дорадос де Синалоа».